# Nógrád (commune)
Nógrád est un village et une commune du comitat de Nógrád en Hongrie.

## Personnalité
Mihály Hesz (1943-), kayakiste champion olympique en 1968, est né à Nógrád.